# Alyssum tavolarae
Alyssum tavolarae är en korsblommig växtart som beskrevs av John Isaac Briquet. Alyssum tavolarae ingår i släktet stenörter, och familjen korsblommiga växter. Inga underarter finns listade i Catalogue of Life.